# Dieter Pohl

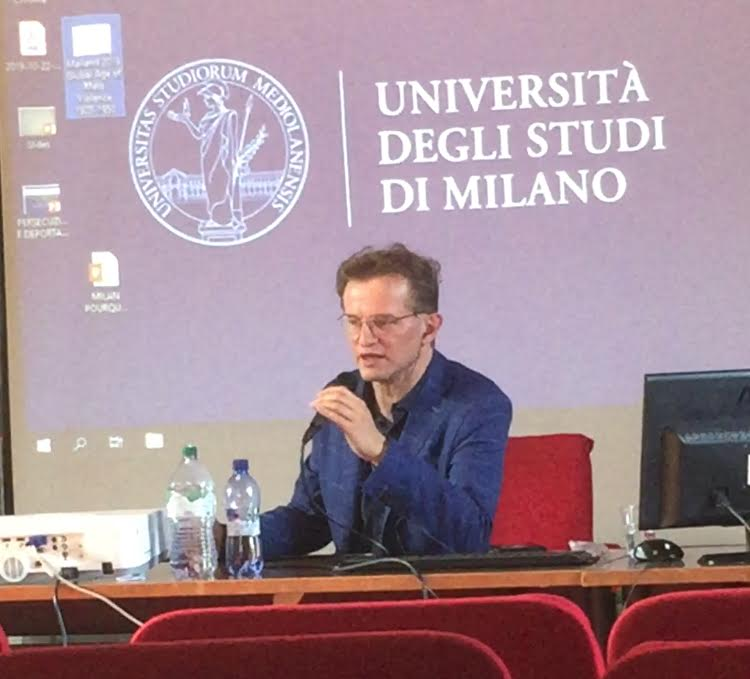
Dieter Pohl

Dieter Pohl, född 1964, är en tysk historiker.
Pohl studerade från 1984 till 1990 historia och statsvetenskap vid Ludwig-Maximilians-Universität München. Han lade 1995 fram avhandlingen Nationalsozialistische Judenverfolgung in Ostgalizien 1941–1944 och promoverades till filosofie doktor. Han har ägnat sig åt en rad olika forskningsprojekt, bland annat Wehrmacht in der nationalsozialistischen Diktatur och Die Herrschaft der Wehrmacht. Militärverwaltung und Bevölkerung in den besetzten Gebieten der Sowjetunion 1941–1944.
År 2010 utnämndes Pohl till professor i historia med särskild inriktning på öst- och sydeuropeisk historia vid universitetet i Klagenfurt.